# Club de Fútbol La Unión
Il Club de Fútbol La Unión è una società calcistica con sede a La Unión, nella comunità autonoma di Murcia, in Spagna. 
Gioca nella Segunda División B, la terza serie del campionato spagnolo.
La società venne fondata nel 1969 con il nome di Caravaca Club de Fútbol.
Nel luglio 2011 il club, in serie difficoltà economiche, cambiò nome e spostò la propria sede da Caravaca de la Cruz a La Unión.

## Tornei nazionali
- 2ª División: 0 stagioni
- 2ª División B: 1 stagioni
- 3ª División: 0 stagioni

## Stagioni
| Stagione | Categoria | Posizione |
| -------- | --------- | --------- |
| 2011/12  | 2ªB       | —         |

## Palmarès

### Altri piazzamenti
- Copa Federación de España:

Semifinalista: 2010-2011